# Coelopoeta baldella
Coelopoeta baldella är en fjärilsart som beskrevs av Barnes och August Busck 1920. Coelopoeta baldella ingår i släktet Coelopoeta och familjen plattmalar. Inga underarter finns listade i Catalogue of Life.